# Antonio Enríquez Gómez
Antonio Enríquez Gómez, född omkring 1602, död omkring 1662, var en spansk författare av judisk börd.
Antonio Enríquez Gómez förföljdes av inkvisitionen och flydde till Frankrike, där han under 20 år stod i gunst hos Ludvig XIII och där han författade de flesta av sina verk. Hans 22 komedier, fyllda av culterianism, är av mindre betydelse än hans roman, El siglo pitagórico (1644), som är baserad själavandringen. Antonio Enríquez Gómez arbeten är utgivna i Biblioteca de autores españoles.